# Coup de coude
Le coup de coude est une frappe avec la pointe du coude.
L'origine technique est issue des arts martiaux, des combats de rue et sports de combat.
On dénombre six formes principales :
- up circulaire (spin-elbow strike)
- coup semi-circulaire - descendant ou remontant (semicircular-elbow strike)
- coup de revers
- coup remontant
- coup écrasant (downward-elbow strike).

Certaines de ces techniques peuvent adopter différents types de trajectoires, de placement de hanche et être réalisées avec des surfaces de frappe variées sur différentes cibles. Pour quelques-unes, elles peuvent être retournées (spinning), sautées (jumping), données des deux bras (doubles), portées en « marche d’escalier » ou à effets combinés. Ex. : Coup de coude écrasant sauté (jumping-elbow strike).
Les techniques de coude peuvent combinées avec les techniques de poing et notamment enchaînées en « cascade » (ce qui est souvent le cas en boxe birmane).

## Coups de coude de base
- Straight-elbow thurst : coup de coude direct généralement donné de face mais aussi tournant de face, en arrière, sur les côtés, et au sol(MMA), dans le corps à corps, ou mi-distance, à distance et en sautant (1).
- Spin-elbow strike : coup de coude circulaire
- Inside-elbow strike : coup de coude de revers
- Semi-circular-elbow strike : coup de coude semi-circulaire à trajectoire descendante ou remontante
- Drop-elbow strike : coup de coude écrasant
- Rising-elbow strike : coup de coude remontant.

(1) Ces techniques peuvent être données les hanches de face ou de profil, et emprunter d'autres trajectoires : remontantes ou descendantes.

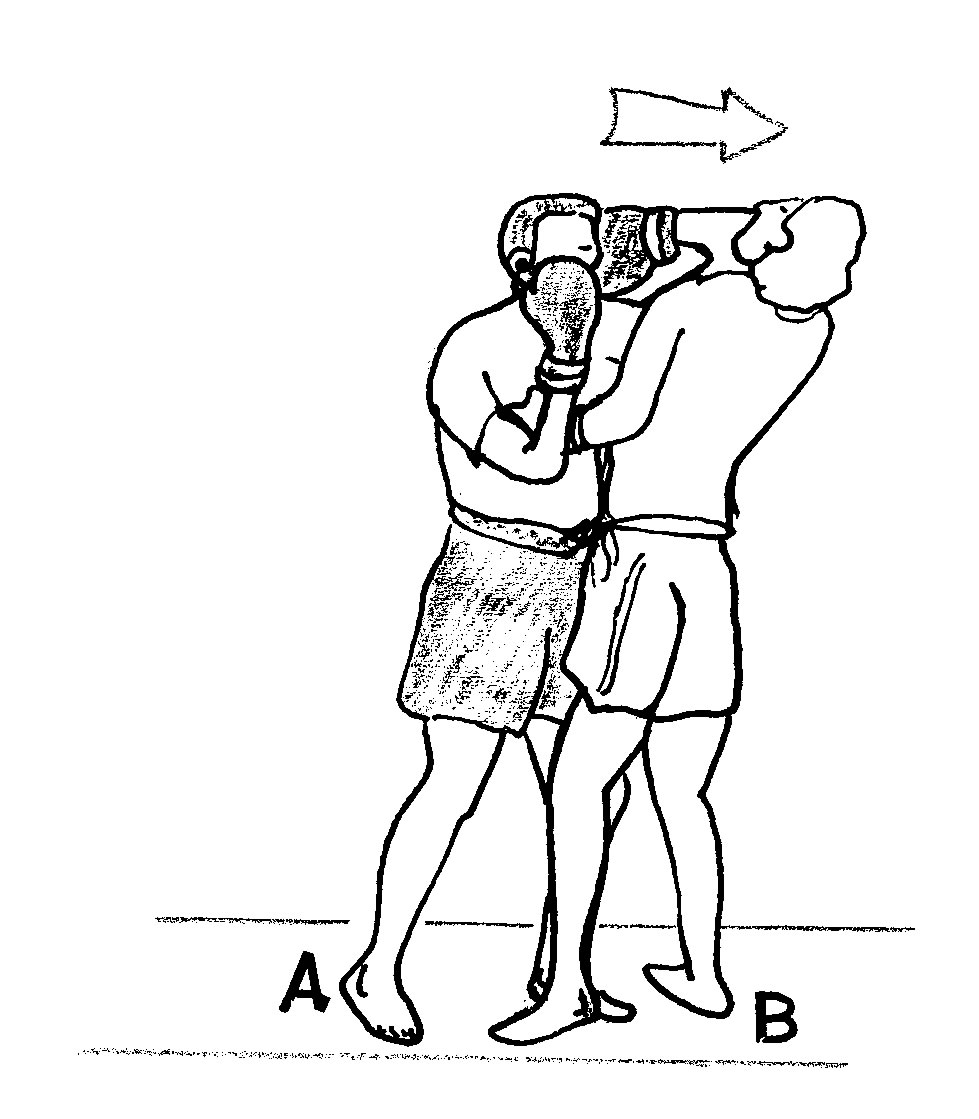
Attaque directe (Straight-elbow thurst)
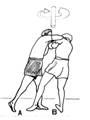
Attaque circulaire (Spin-elbow strike)
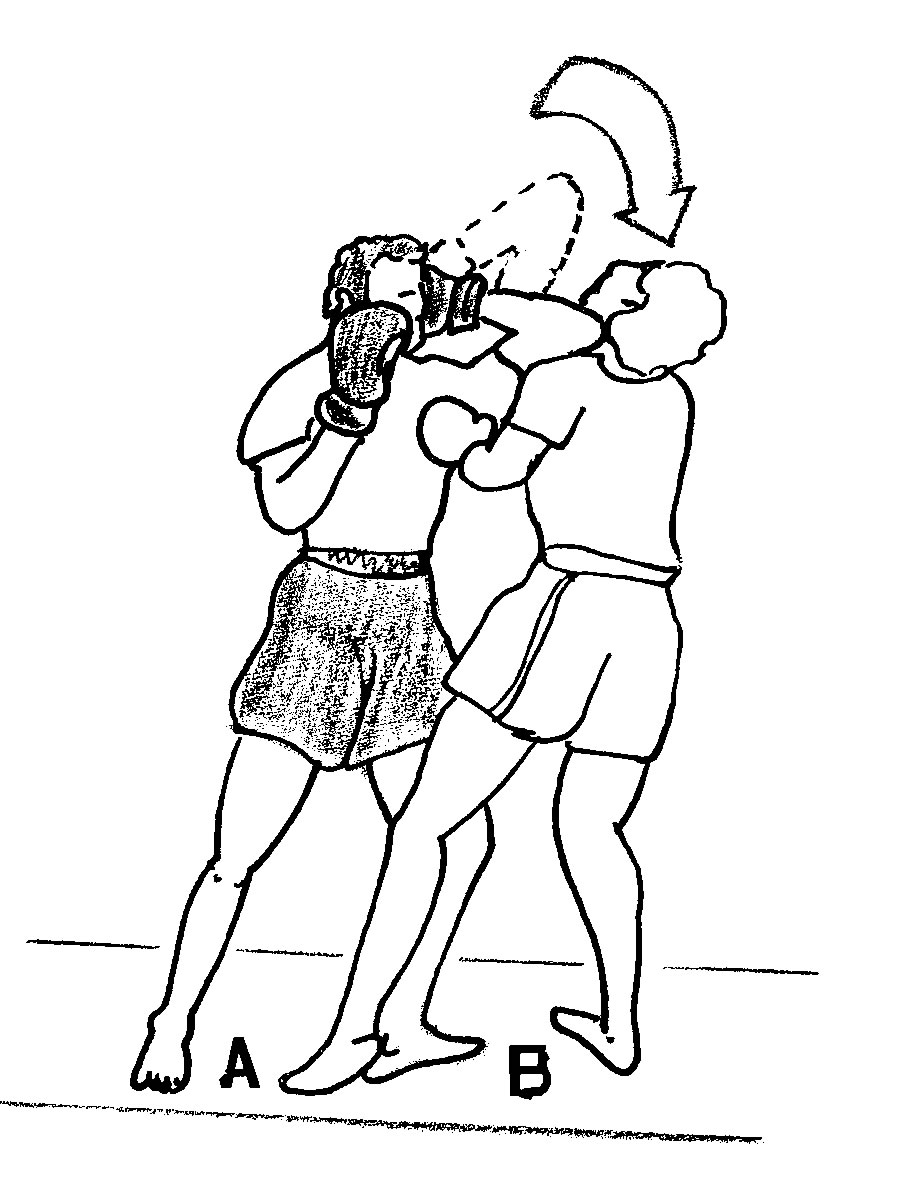
Attaque descendante (Drop-elbow strike)

## Coups de coude moins usuels
Certains coups de coude peuvent être retournés (spinning), sautés (jumping), portés des deux bras (doubles), amenés en « marche d’escalier » voire à effets combinés (ex. : retournés et sautés).
- Jumping-elbow strike : coup de coude écrasant sauté.

Les coups de coude peuvent combinés avec les techniques de poing et notamment enchaînés en « cascade » (ce qui est le souvent cas en boxe birmane).

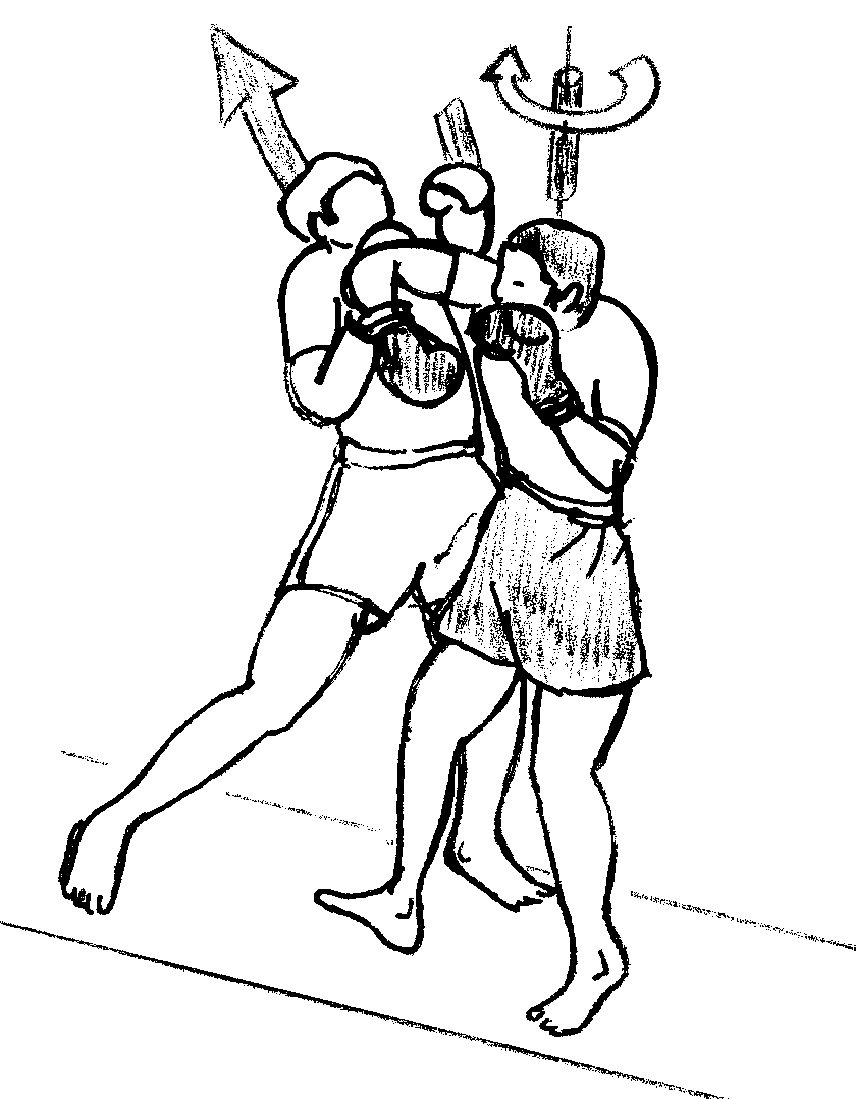
Attaque en revers (Inside-elbow strike)
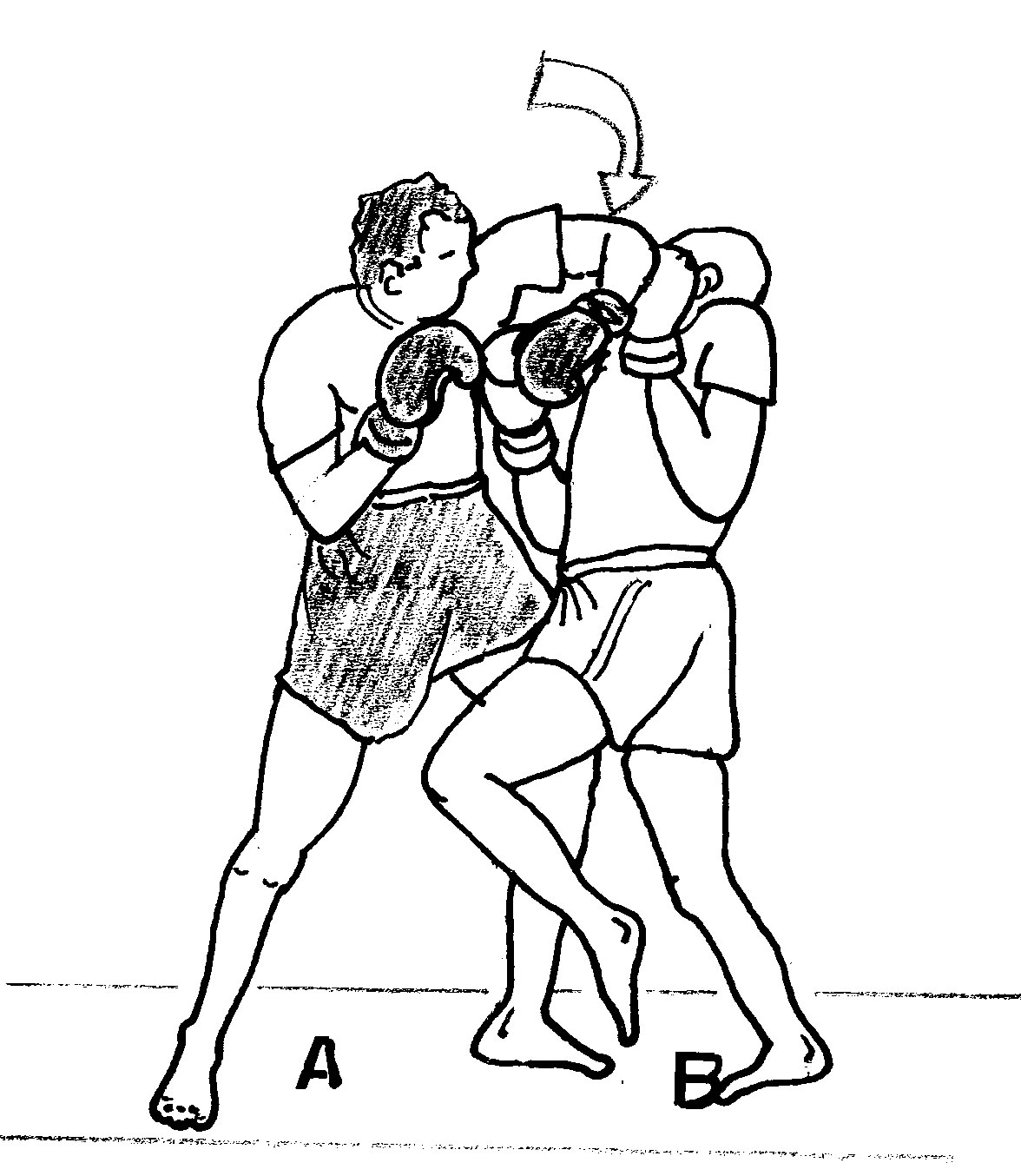
Attaque semi-circulaire descendante (Semi-circular-elbow strike)
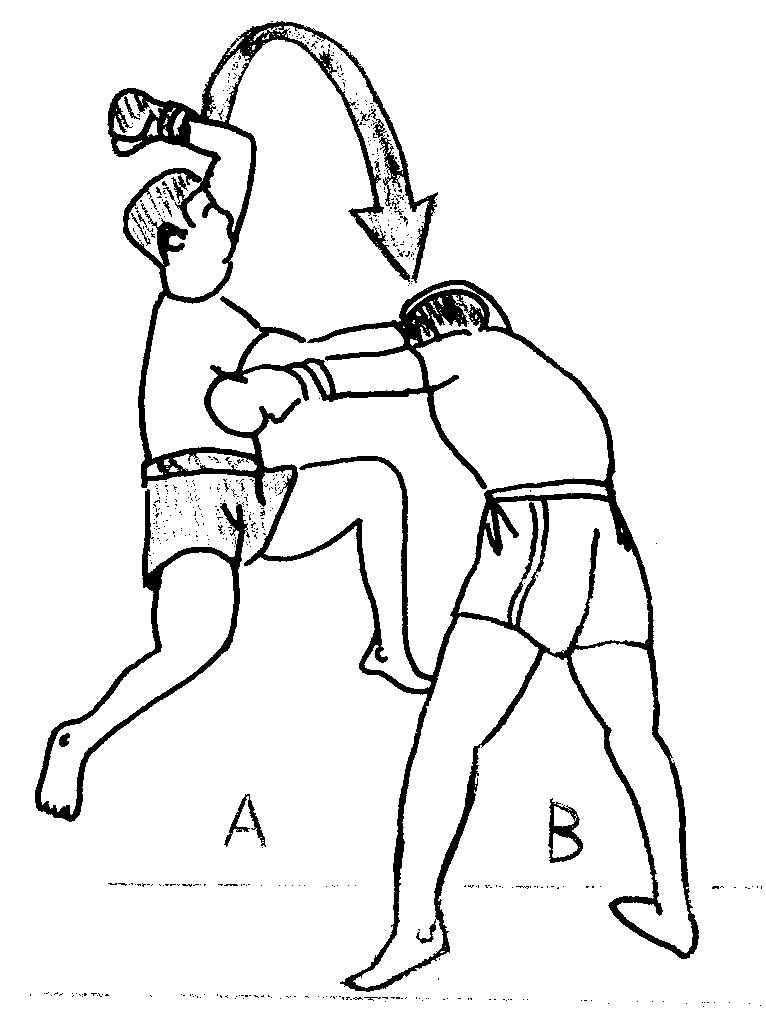
Attaque descendante sautée (Jumping-elbow strike)

## Sources
- Alain Delmas, 1. Lexique de la boxe et des autres boxes (Document fédéral de formation d’entraîneur), compte d’auteur, Aix-en-Provence, 1981-2005 – 2. Lexique de combatique (Document fédéral de formation d’entraîneur), compte d’auteur, Toulouse, 1975-1980
- Gabrielle et Roland Habersetzer, Encyclopédie des arts martiaux de l’extrême orient, Editions Amphora, 2000